# Тетрака малагасійська
Тетрака малагасійська (Xanthomixis tenebrosa) — вид горобцеподібних птахів родини Bernieridae. Раніше його відносили до родини бюльбюлевих (Pycnonotidae).

## Поширення
Ендемік Мадагаскару. Трапляється вздовж східного поясу гірських дощових лісів на північному сході острова від Марожежі на південь до Загамени.

## Опис
Тіло завдовжки 14-15 см, вага 21 г. Дрібні птахи із витягнутою головою, тонким гострим дзьобом, міцними ногами, закругленими крилами та квадратним хвостом. Верхня частина тіла зеленкувато-коричнева. Горло жовте. Черево та груди жовтувато-оливкові.

## Спосіб життя
Мешкає у тропічних гірських вологих лісах. Трапляється поодинці або парами. Живиться комахами та іншими дрібними безхребетними, шукає їхні личинки в опалому листі. Інформації про розмноження цих птахів немає, але вона не повинна суттєво відрізнятися від того, що можна спостерігати серед інших тетраків.

## Збереження
Малагасійські тетраки не спостерігалися з 1999 року і деякі дослідники вважали їх вимерлими внаслідок знищення природного середовища, однак у 2023 році науковцям вдалося зафіксувати трьох представників цього виду.